# Carex hoodii
Carex hoodii là một loài thực vật có hoa trong họ Cói. Loài này được Boott mô tả khoa học đầu tiên năm 1839.

## Hình ảnh

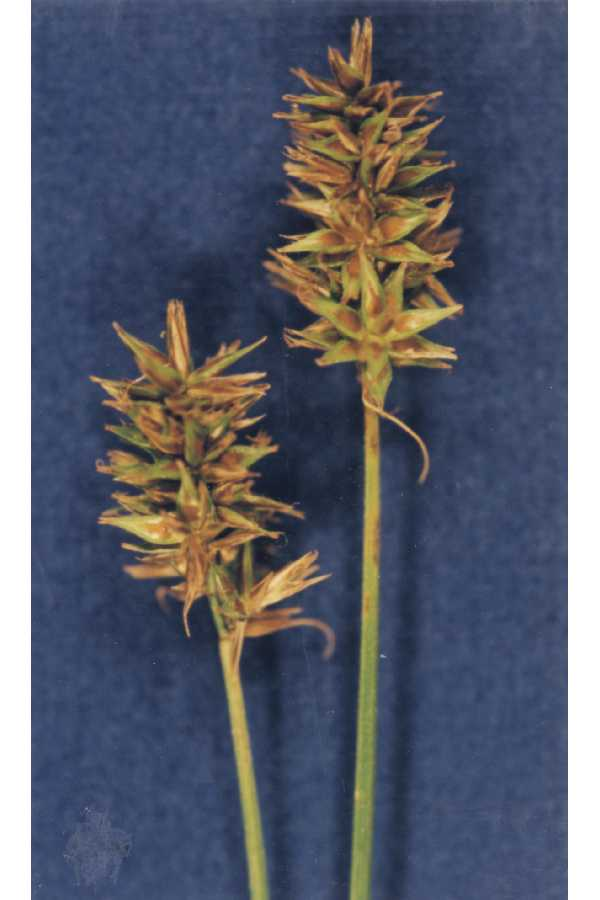
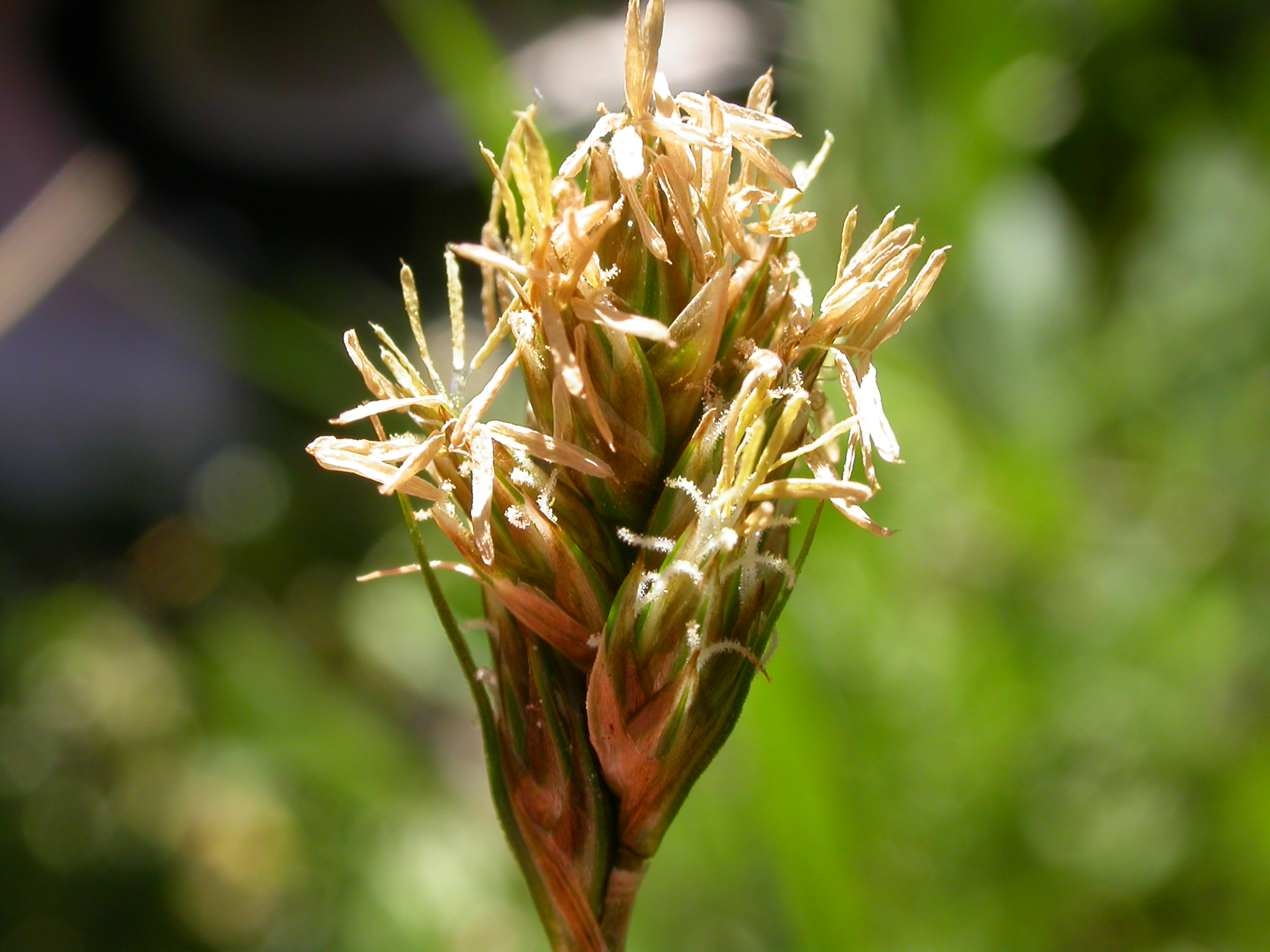
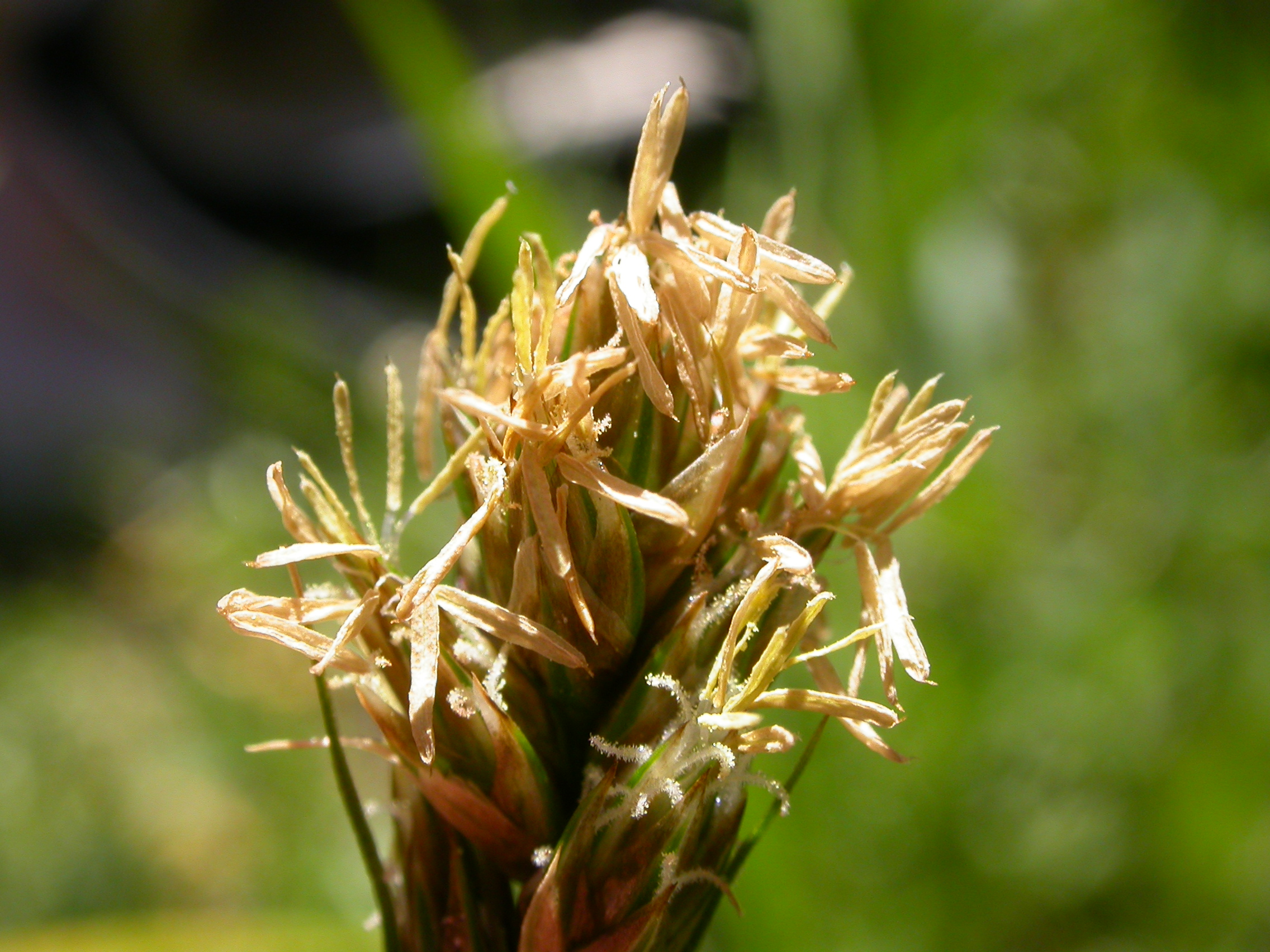